# Bruno Maini
Bruno Maini (Bologna, 9 gennaio 1908 – Bologna, 30 maggio 1992) è stato un calciatore e allenatore di calcio italiano, di ruolo attaccante.

## Carriera

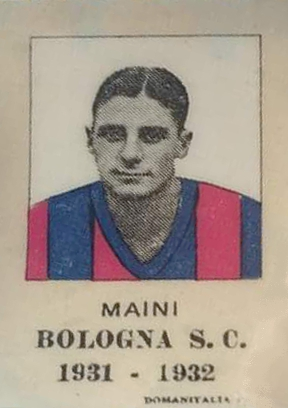

Maini ha legato quasi tutta la sua carriera ai colori del Bologna, dove ha militato dal 1926 al 1941 (eccezion fatta per la stagione 1928-1929, in cui giocò nel Livorno), conquistando quattro scudetti. Ha disputato le sue ultime due stagioni agonistiche con il Ferrara del quale fu, nel 1942-43, anche allenatore. Nonostante i successi in rossoblu, non venne mai schierato da Vittorio Pozzo nella Nazionale maggiore.
In carriera ha totalizzato 283 presenze e 87 reti nella Serie A a girone unico, fatto che lo pone attualmente fra i primi 100 della Classifica dei marcatori della Serie A.

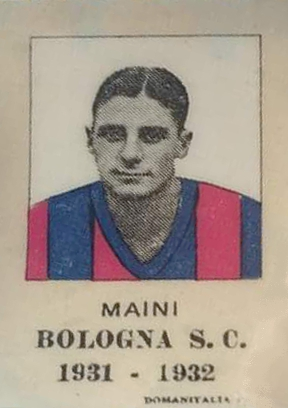

## Statistiche

### Presenze e reti nei club
| Stagione        | Squadra         | Campionato      | Campionato | Campionato |
| Stagione        | Squadra         | Comp            | Pres       | Reti       |
| --------------- | --------------- | --------------- | ---------- | ---------- |
| 1925-1926       | Bologna         | 1D              | 0          | 0          |
| 1926-1927       | Bologna         | DN              | 6          | 2          |
| 1927-1928       | Bologna         | DN              | 2          | 0          |
| 1928-1929       | Livorno         | DN              | 27         | 18         |
| 1929-1930       | Bologna         | A               | 29         | 20         |
| 1930-1931       | Bologna         | A               | 29         | 14         |
| 1931-1932       | Bologna         | A               | 33         | 19         |
| 1932-1933       | Bologna         | A               | 33         | 4          |
| 1933-1934       | Bologna         | A               | 30         | 5          |
| 1934-1935       | Bologna         | A               | 25         | 6          |
| 1935-1936       | Bologna         | A               | 23         | 4          |
| 1936-1937       | Bologna         | A               | 11         | 2          |
| 1937-1938       | Bologna         | A               | 22         | 11         |
| 1938-1939       | Bologna         | A               | 17         | 1          |
| 1939-1940       | Bologna         | A               | 18         | 0          |
| 1940-1941       | Bologna         | A               | 13         | 1          |
| Totale Bologna  | Totale Bologna  | Totale Bologna  | 291        | 89         |
| 1941-1942       | Ferrara         | C               | 22         | 3          |
| 1942-1943       | Ferrara         | C               | 13         | 1          |
| Totale Ferrara  | Totale Ferrara  | Totale Ferrara  | 35         | 4          |
| Totale carriera | Totale carriera | Totale carriera | 353        | 111        |

## Palmarès

### Giocatore

#### Competizioni nazionali
- Campionato italiano: 4

Bologna: 1935-1936, 1936-1937, 1938-1939, 1940-1941

#### Competizioni internazionali
- Coppa dell'Europa Centrale: 2

Bologna: 1932, 1934
- Torneo Internazionale dell'Expo Universale di Parigi: 1

Bologna: 1937